# 奎宿增十八
仙女座44，又名BD+41 219，HD 6920、SAO 36984、HR 340，是仙女座的一颗恒星，视星等为5.65，位于銀經126.67，銀緯-20.65，其B1900.0坐标为赤經1h 4m 37.8s，赤緯+41° -20.65′ 59″。